# Inglés surinamés
El inglés de Surinam, también conocido como inglés surinamés, es uno de los idiomas oficiales del país. Aunque el neerlandés es el idioma oficial de gobierno y administración, el inglés se utiliza ampliamente en la educación, el comercio y la comunicación internacional. Tiene influencias del inglés británico, el inglés criollo de las Antillas y el Inglés guyanés. Este dialecto puede variar en diferentes regiones y grupos étnicos del país.
El nivel de fluidez en inglés puede variar entre las personas en Surinam, mientras que en los jóvenes es más alta, en los adultos mayores es más baja. Alrededor del 60% de la población de Surinam habla inglés hasta cierto punto.

## Historia
La historia del inglés en Surinam tiene sus raíces en la época colonial, específicamente durante la ocupación británica en el siglo XVII. En ese entonces, Surinam era una colonia neerlandesa conocida como Guayana Neerlandesa. Sin embargo, los británicos tuvieron breves períodos de ocupación en la región y establecieron plantaciones de azúcar.
Durante este período de ocupación británica, el inglés fue introducido en la región y se utilizó como idioma en las plantaciones y en la administración colonial. Sin embargo, una vez que los británicos abandonaron la colonia, el neerlandés volvió a ser el idioma dominante en la administración y la educación.
A lo largo del siglo XIX, Surinam experimentó importantes cambios demográficos debido a la abolición de la esclavitud y a la llegada de inmigrantes de diversas partes del mundo, como India e Indonesia. Estos inmigrantes hablaban diferentes idiomas, y es posible que el inglés haya tenido influencia en las comunidades que tuvieron contacto con los británicos.
En el siglo XX, especialmente después de obtener su independencia en 1975, el inglés adquirió un papel más destacado en Surinam. Se convirtió en uno de los idiomas oficiales junto con el neerlandés y el Sranan Tongo. El inglés se enseña en las escuelas y se utiliza en la educación superior, el comercio y la comunicación internacional.
El inglés en Surinam no tiene una variante distintiva o específica como ocurre en otros países de habla inglesa. En su lugar, se basa principalmente en el inglés británico estándar, aunque hay influencias de otros idiomas y dialectos locales.

## Pronunciación
En general, el inglés surinamés sigue las reglas de pronunciación del inglés británico estándar, no obstante, el acento tiene influencias regionales y culturales como, por ejemplo en Marowijne.

## Influencia de otros idiomas
El inglés surinamés, ha sido influenciado por varios idiomas: 
- Neerlandés: Como antigua colonia neerlandesa, Surinam ha heredado muchas palabras y estructuras gramaticales del neerlandés. Aunque el inglés surinamés se basa principalmente en el inglés británico, el neerlandés ha influido en el léxico y en algunas formas de expresión.

- Idiomas criollos: los idiomas criollos hablados en Surinam, como el ndyuka, el saramaccano y el kwinti, también han influido en el inglés surinamés en menor medida. Estos idiomas criollos tienen elementos lingüísticos únicos que se han incorporado a través de la interacción y el contacto lingüístico.

- Lenguas indígenas: Surinam alberga una diversidad de grupos étnicos indígenas, y las lenguas indígenas locales también han dejado su influencia en el inglés surinamés en cierta medida. Estas influencias pueden manifestarse en términos específicos relacionados con la flora, fauna y cultura indígena.[3]

## Sranan tongo
El sranan tongo, también conocido como taki taki, es un idioma criollo basado en el inglés, el neerlandés y varios idiomas africanos. Se desarrolló durante el período colonial y se habla ampliamente en Surinam. El sranan tongo ha dejado su huella en el léxico y la gramática del inglés surinamés, especialmente en las comunidades que tienen un mayor uso de este idioma criollo.